# Brian A. Skiff
Brian A. Skiff ist ein US-amerikanischer Astronom.
Skiff ist Mitarbeiter des Lowell-Observatoriums, wo er vor allem am LONEOS-Projekt mitarbeitet. Im Rahmen dieses Projektes gelang ihm 2003 die Wiederentdeckung des lange Jahre verlorenen Asteroiden (69230) Hermes.
Im Laufe seiner Arbeit entdeckte Brian Skiff, teils zusammen mit Norman G. Thomas, 55 Asteroiden, wie z. B. den Trojaner (15398) 1997 UZ23. Darüber hinaus entdeckte er, teils mit Kollegen, auch mehrere Kometen, darunter die periodischen Kometen 114P/Wiseman-Skiff und 140P/Bowell-Skiff.
In Anerkennung seiner Leistung wurde nach ihm der Asteroid (2554) Skiff benannt.
Neben seiner beruflichen Karriere ist Brian Skiff auch ein renommierter Volleyball-Spieler in der „Mars Hill Summer Volleyball“ Gruppe.